# Miki Jacobsen
Bjarne Miki Jacobsen (* 7. Dezember 1965 in Paamiut) ist ein grönländischer Künstler.

## Leben
Miki Jacobsen ist der Sohn des dänischen Keramikers und Lehrers Jørgen Ib Jacobsen und der grönländischen Kindergärtnerin Abigail Dorthe Tabithe Marianne Schmidt. Er stammt aus einer künstlerischen Familie und wuchs in Sisimiut auf. Von 1983 bis 1992 besuchte er Kunstschulen in Nuuk und Kopenhagen und wurde unter anderem von Hans Lynge und Aka Høegh unterrichtet. Von 2000 bis 2003 studierte er in Halifax.
Miki Jacobsen hatte sein Debüt als Künstler mit einer Ausstellung im Jahr 1983. Er arbeitet mit Grafiken, Aquarellen, Ölmalereien, Acryl, Schnitzereien aus Speckstein und Masken. Später begann er auch mit Fotografien, Klangkunst und Performances. Seine Kunst verbindet traditionelle grönländische Themen aus Kultur und Mythologie der Inuit mit modernen Objekten. Als Schauspieler hatte er unter anderem eine Nebenrolle im Film Eksperimentet inne. Miki Jacobsen gestaltet seit 1992 Briefmarken für POST Greenland. Daneben hat er mit Hvalen og ørnen og de to små piger/Arfeq nattoralillu niviarsiarannguillu marluk (1996) und Kaassassuk (1999) zwei Bilderbücher veröffentlicht und mehrere Bücher anderer Autoren illustriert. Er hat seine Kunst bereits in Europa und Nordamerika ausgestellt.